# Journal of a Crime
Pour plus de détails, voir Fiche technique et Distribution.
Journal of a Crime est un film dramatique américain réalisé par William Keighley, sorti en 1934.

## Synopsis
Après avoir tiré sur la maitresse de son époux, une femme est constamment tourmentée par la culpabilité lorsqu'elle apprend qu'une autre personne est accusée d'avoir commit ce crime.

## Fiche technique
- Titre français : Journal of a Crime
- Réalisation : William Keighley
- Scénario : F. Hugh Herbert et Charles Kenyon d'après la pièce de Jacques Deval
- Photographie : Ernest Haller
- Musique : Heinz Roemheld
- Production : Hal B. Wallis
- Pays de production :  États-Unis
- Format : Noir et blanc
- Genre : Film dramatique
- Date de sortie : 1934

## Distribution
- Ruth Chatterton : Francoise
- Adolphe Menjou : Paul
- Claire Dodd : Odette
- George Barbier : Chautard
- Douglass Dumbrille : Cartier
- Noel Madison : Costelli
- Henry O'Neill : Docteur
- Phillip Reed : Jeune homme à la fête
- Henry Kolker : Henri Marcher
- Frank Reicher : Herr Winterstein
- Walter Pidgeon : Florestan
- Elsa Janssen : Frau Winterstein

Acteurs non crédités
- Sidney D'Albrook : Conducteur de camion
- Clay Clement : Inspecteur
- Jane Darwell : Convive
- Lester Dorr : Secrétaire de Cartier
- Mary MacLaren : Convive
- George Magrill : Ambulancier
- Claire McDowell : Sœur de l'hôpital
- Paul Panzer : Conducteur de camion
- Edward Peil Sr. : Geôlier